# Hangrahalli, Kunigal
Hangrahalli là một làng thuộc tehsil Kunigal, huyện Tumkur, bang Karnataka, Ấn Độ.